# Wijde Begijnestraat
De Wijde Begijnestraat is een straat in het centrum van de Nederlandse stad Utrecht. De Wijde Begijnestraat loopt vanaf de Voorstraat naar de Van Asch van Wijckskade. Tot de zijstraten behoort de Breedstraat.

## Geschiedenis
De Wijde Begijnestraat, oorspronkelijk Wijde Begijnesteeg,  is een oude straat in Utrecht met niet alleen veel monumentale panden, maar ook met een rijke historie. De straat dankt allereerst haar naam aan het Begijnhof dat hier vanaf de middeleeuwen lag. Verder is onder andere de bekende oogarts/fysioloog Franciscus Cornelis Donders in de Wijde Begijnestraat 1 ooit begonnen met het Ooglijdersgasthuis.
 Hij werd gezien als een van de beroemdste Utrechters uit zijn tijd. Na de pensionering van Donders verhuisde de kliniek naar de latere F.C. Dondersstraat om zijn werk voort te zetten
. In dit gebouw op nummer 1 zit nu het Eye Hotel.
Aan de Wijde Begijnestraat zat ooit drukkerij Van Boekhoven - Bosch. Dit pand is in 1970 van bedrijfspand omgebouwd tot appartementencomplex met 32 eenheden. Het oorspronkelijke gebouw dateert van 1939 en is van de hand van de J.F. Berghoef, een architect die destijds stond in de stijl van de Delftse School. Ook de uitbreiding van dit pand in 1951 is onder zijn verantwoordelijkheid geschied. Het appartementencomplex heeft een grote afgesloten binnentuin.
Jarenlang heeft ook de Gemeentelijke Geneeskundige Dienst aan de Wijde Begijnestraat 5 gezeten, deze hield zich onder andere bezig met vaccinaties en was ook als consultatiebureau ingericht.

## Trivia
- De Wijde Begijnestraat heette voor 1888 Wijde Begijnesteeg.[4]

## Fotogalerij

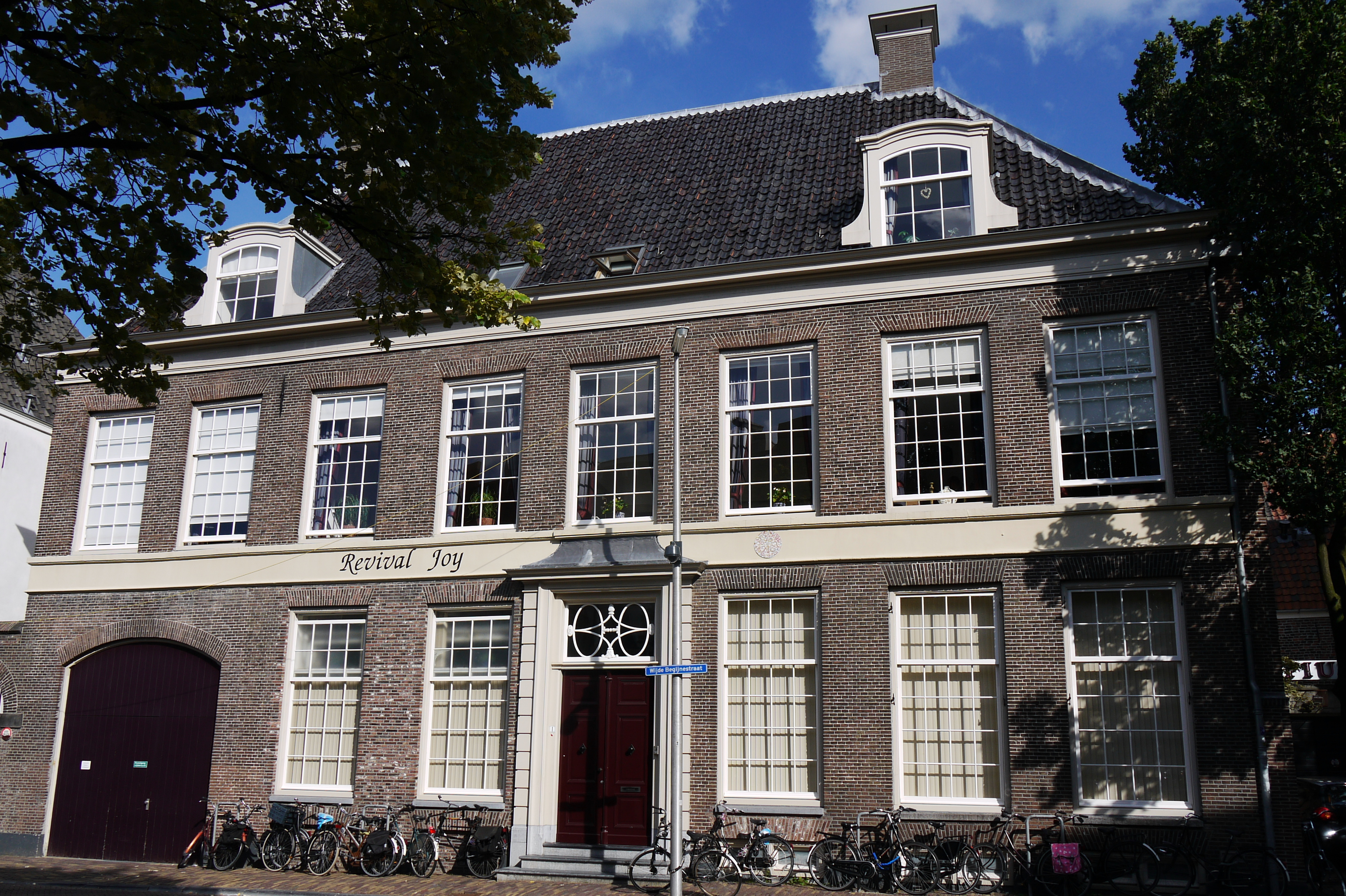
Wijde Begijnestraat 1 te Utrecht
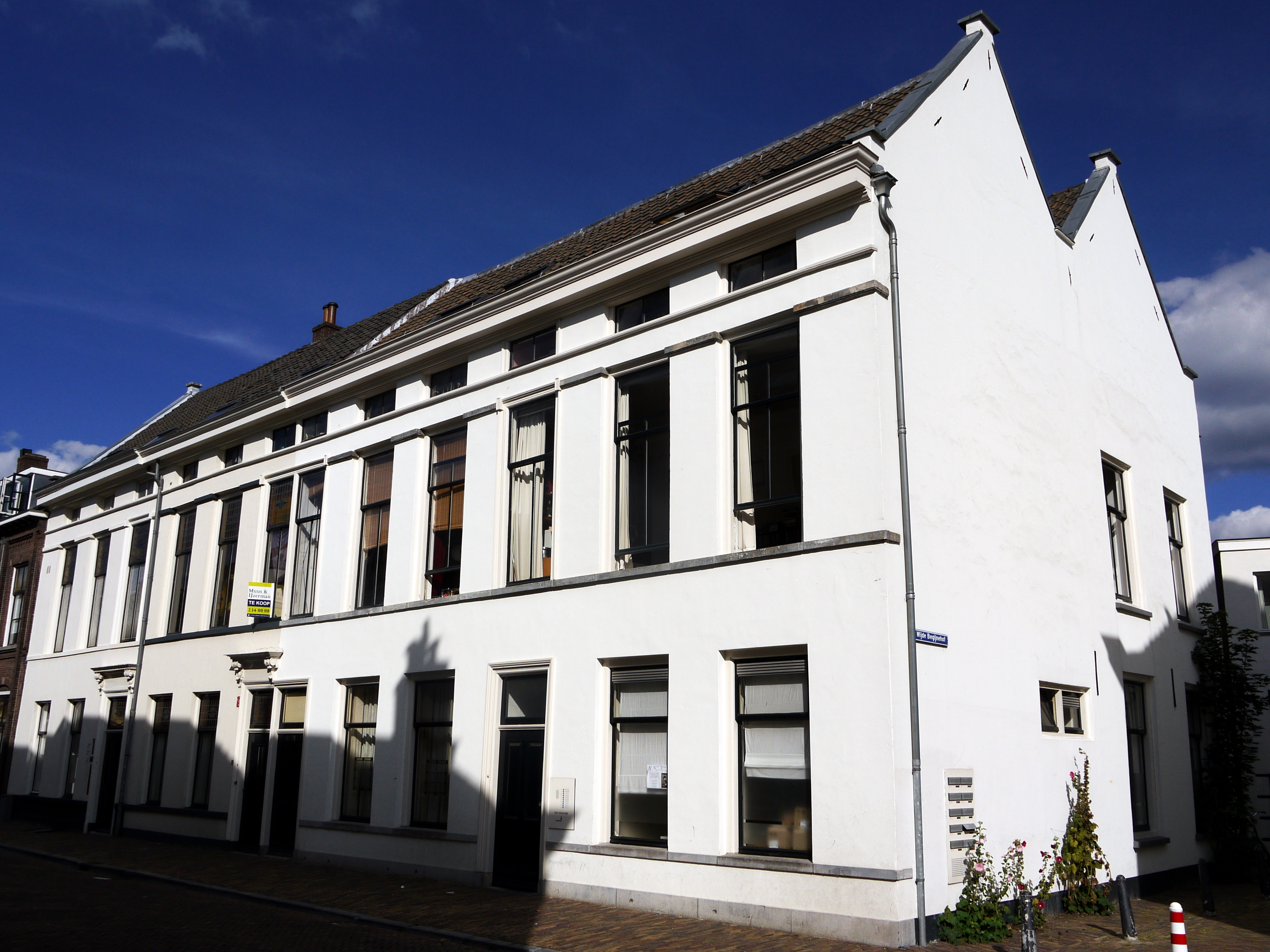
Wijde Begijnestraat 15-17-19-21
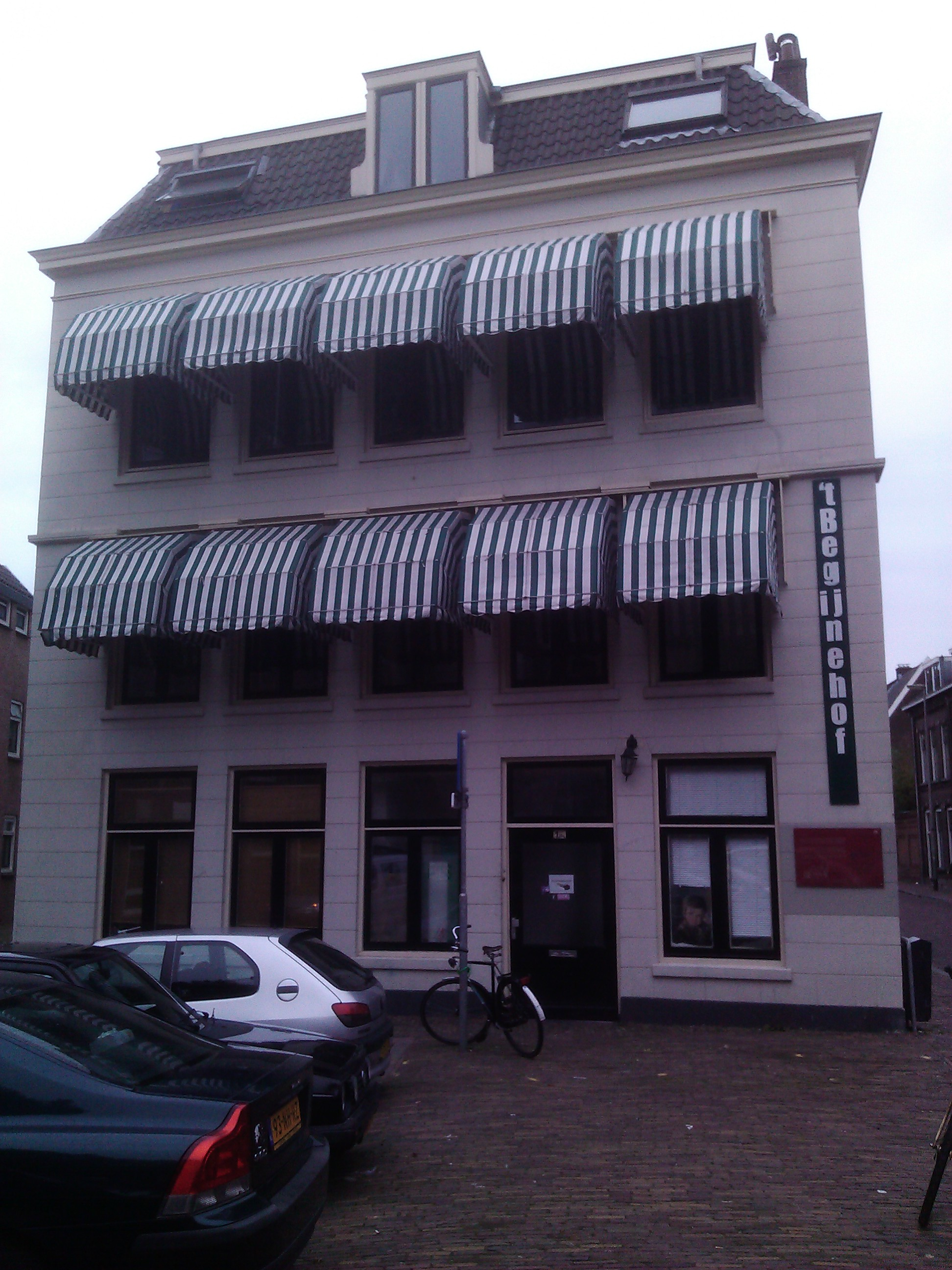
Wijde Begijnestraat 112, oorspronkelijk de kapel van het Begijnhof
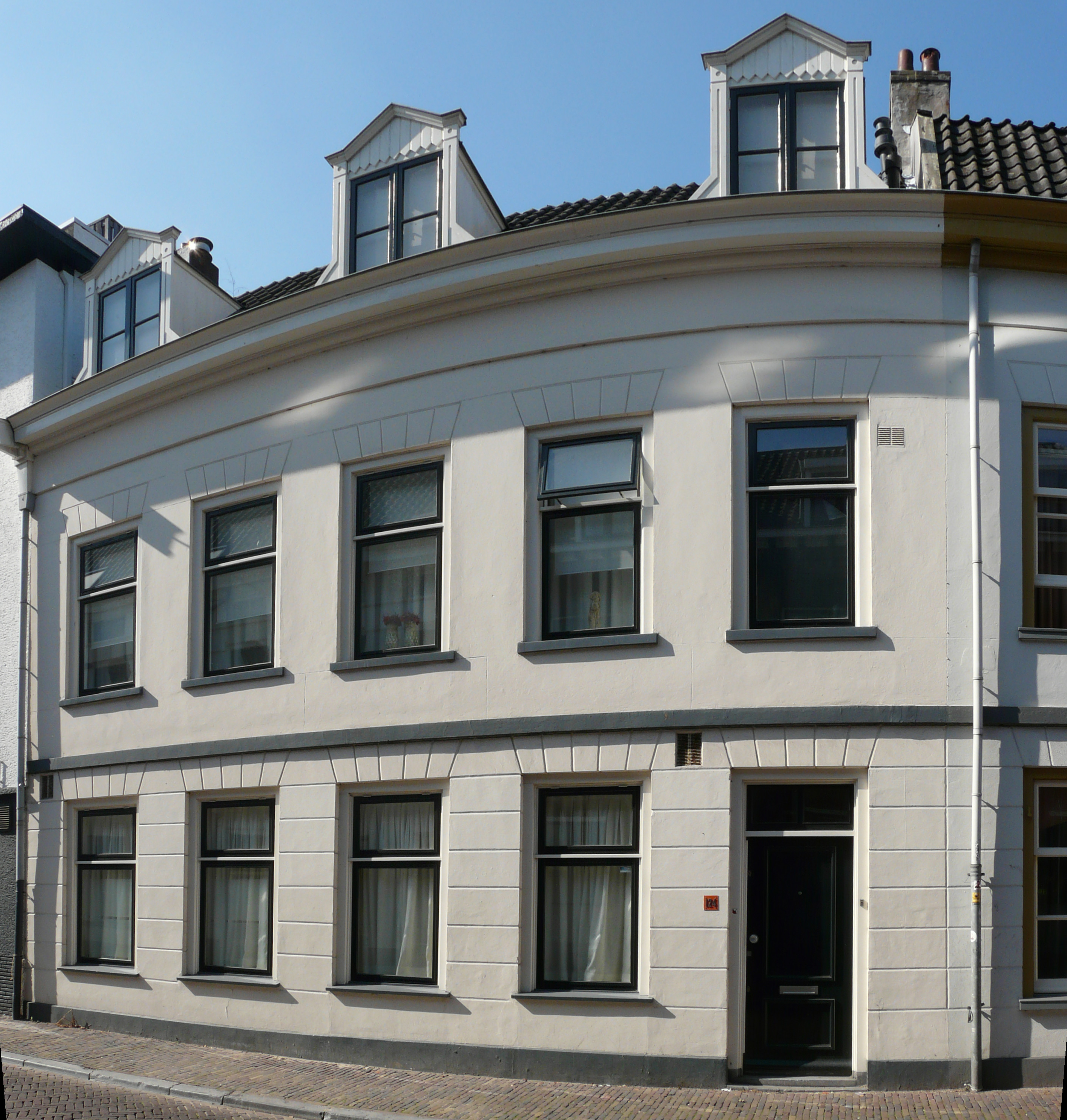
Wijde Begijnestraat 124
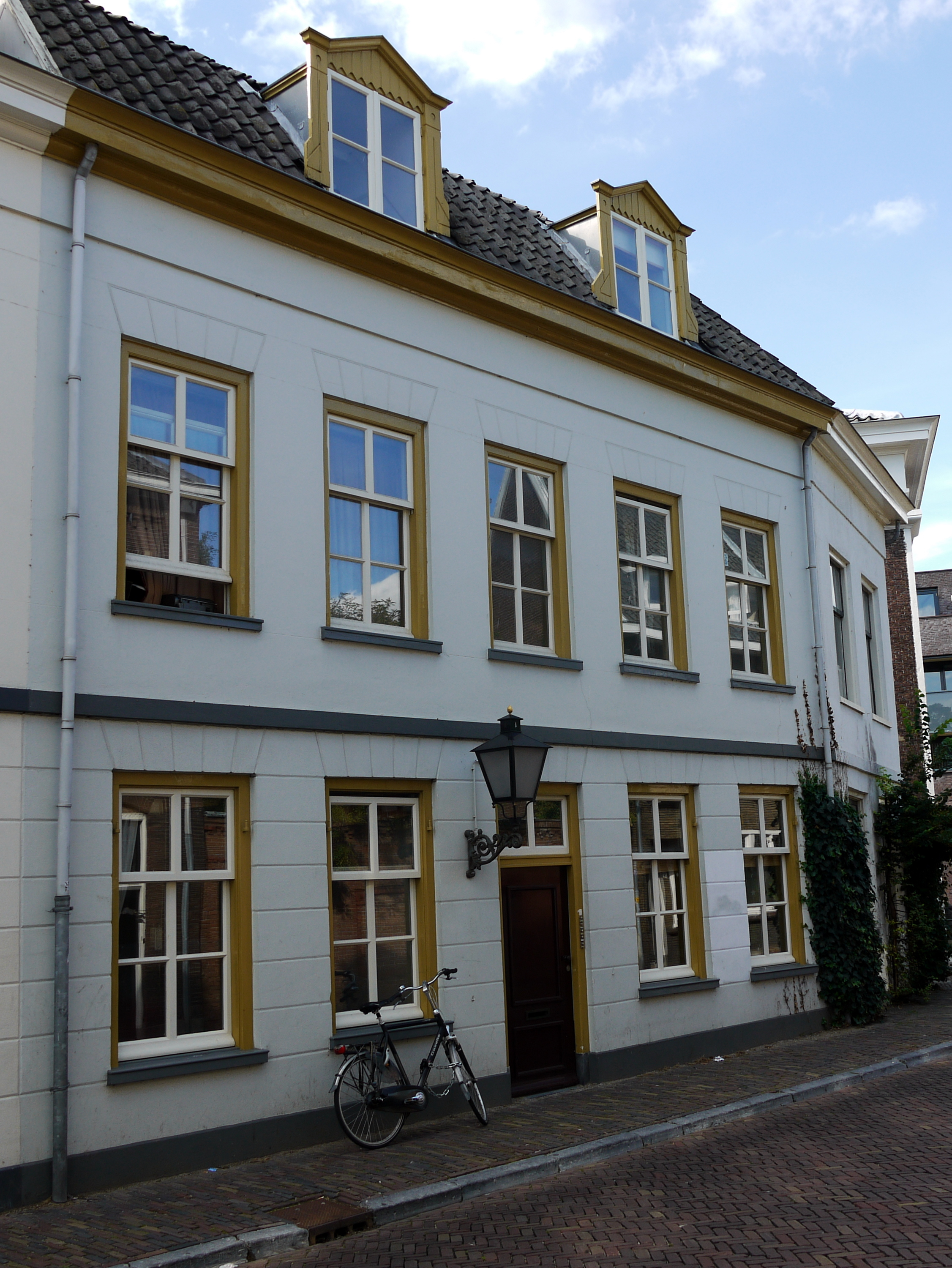
Wijde Begijnestraat 126

3e Buurkerksteeg ·
A.B.C.-straat ·
Abraham Dolesteeg ·
Achter de Dom ·
Achter St.-Pieter ·
Agnietenstraat ·
Ambachtstraat ·
Annastraat ·
Bakkerstraat ·
Breedstraat ·
Boothstraat ·
Boterstraat ·
Brigittenstraat ·
Bijlhouwerstraat ·
Catharijnekade ·
Catharijnesingel ·
Choorstraat ·
Croeselaan ·
Domplein ·
Domstraat ·
Donkere Gaard ·
Donkerstraat ·
Dorstige Hartsteeg ·
Drakenburgstraat ·
Drieharingstraat ·
Drift ·
Eligenstraat ·
Ganzenmarkt ·
Geertekerkhof ·
Hamburgerstraat ·
Hamsteeg ·
Hanengeschrei ·
Hardebollenstraat ·
Haverstraat ·
Hekelsteeg ·
Herenstraat ·
Hoogt ·
Jaarbeursplein ·
Jacobsgasthuissteeg ·
Jacobijnenstraat ·
Jansdam ·
Janskerkhof ·
Jansveld ·
Jodenrijtje ·
Keistraat ·
Keizerstraat ·
Kintgenshaven ·
Kleine Slachtstraat ·
Korte Jansstraat ·
Korte Lauwerstraat ·
Korte Minrebroederstraat ·
Korte Nieuwstraat ·
Korte Smeestraat ·
Kromme Nieuwegracht ·
Lange Elisabethstraat ·
Lange Jansstraat ·
Lange Jufferstraat ·
Lange Lauwerstraat ·
Lange Nieuwstraat ·
Lange Smeestraat ·
Lange Viestraat ·
Lauwersteeg ·
Leidseveer ·
Lichte Gaard ·
Loeff Berchmakerstraat ·
Lucasbolwerk ·
Lijnmarkt ·
Mariahoek ·
Mariaplaats ·
Massegast ·
Minrebroederstraat ·
Moreelsepark ·
Muntstraat ·
Neude ·
Nicolaas Beetsstraat ·
Nieuwegracht ·
Nobeldwarsstraat ·
Nobelstraat ·
Oudegracht ·
Oudkerkhof ·
Paardenveld ·
Pieterskerkhof ·
Pieterstraat ·
Plompetorenbrug ·
Plompetorengracht ·
Potterstraat ·
Predikherenkerkhof ·
Predikherenstraat ·
Ridderschapstraat ·
Servetstraat ·
Slachtstraat ·
St.-Jacobsstraat ·
Springweg ·
Stadhuisbrug ·
Steenweg ·
Sterrenburg ·
Strosteeg ·
Telingstraat ·
Tolsteegbarrière ·
Tolsteegbrug ·
Trans ·
Twijnstraat en Twijnstraat aan de Werf ·
Van Asch van Wijckskade ·
Vinkenburgstraat ·
Vismarkt ·
Voetiusstraat ·
Voorstraat ·
Vredenburg ·
Waterstraat ·
Wed ·
Wittevrouwenstraat ·
Wijde Begijnestraat ·
Zadelstraat ·
Zakkendragerssteeg ·
Zuilenstraat ·
Zwaansteeg